# Kiko Matamoros
Juan Francisco Matamoros Hernández (Madrid, 27 de diciembre de 1956), conocido como Kiko Matamoros, es un colaborador de televisión y exrepresentante de famosos español.

## Biografía
Nació en el seno de una familia de clase media, hijo de Manuel Matamoros Ripoll, fallecido en Madrid el 5 de julio de 2011 a los 85 años de edad, y Enriqueta Hernández Martín, fallecida en Madrid el 26 de julio de 2001 a los 76 años de edad. Además, tiene relación familiar directa con Almudena Grandes, siendo su primo hermano.
Estudió con su hermano Coto en el internado de frailes del colegio Hermanos Corazonistas de Madrid.
Poco después, comenzó a trabajar como modelo y conoció a Marián Flores, su primera mujer y hermana de la modelo española Mar Flores; una de las azafatas del programa Un, dos, tres... responda otra vez, lo que la hizo saltar a la fama y protagonizar algunas portadas de revistas. Durante su matrimonio comenzó a trabajar como representante de artistas
En el año 1999, hizo su primera aparición pública como 'Juan Matamoros' en el programa de televisión Crónicas Marcianas en el que trabajaba su hermano gemelo, Coto Matamoros. En el año 2002, colaboró en el programa Salsa Rosa. En el año 2005 participó en la segunda edición del reality Gran Hermano VIP, tras lo cual, comenzó a trabajar en varios programas de Telecinco como A tu lado, Sálvame, La Noria, TNT, Deluxe o Resistiré, ¿vale?.
Además ha aparecido en la serie de Telecinco Esposados y tuvo el papel de un preso en la película Torrente 4: Lethal Crisis. También ha colaborado en programas deportivos para Energy, en Tiki-Taka, y para Intereconomía en el programa Punto pelota. En los años 2017 y 2018 apareció en el listado oficial de deudores a la Agencia Tributaria como uno de los mayores morosos del país. En concreto su deuda con la hacienda pública española ascendía a 1.016.643 euros en el año 2018.
Durante su trayectoria en televisión, ha contado con numerosos enfrentamientos y polémicas relacionados con famosos españoles, desde Mila Ximénez a Alba Carrillo, pasando por su propio hijo, Diego Matamoros, o su exmujer, la modelo Makoke.
El 1 de abril de 2022, se hizo oficial su participación en el reality show Supervivientes 2022. Declaró en televisión que entraría a este concurso para intentar superar su adicción a las drogas que llevaba padeciendo desde los 15 años.
Tras el final de Sálvame y de su derivado Deluxe, dio el salto a la plataforma Netflix junto a parte de sus compañeros de programa en el docu-reality Sálvese quien pueda.
El 15 de mayo de 2024, comenzó a colaborar en Ni que fuéramos Shhh, un espacio de entretenimiento y crónica social, emitido en directo en Canal Quickie a través de las redes sociales y plataformas de streaming. Sin embargo, el 27 de marzo de 2025, el programa llegó a su fin para dar paso a su regreso a la televisión tradicional, esta vez en La 1 de RTVE, bajo el título La familia de la tele.

## Vida privada
Estuvo casado con Marián Flores, hermana de Mar Flores, desde 1984 hasta 1998, con la cual tuvo cuatro hijos, dos de ellos son personajes públicos, participaron en programas de televisión contando las desavenencias con su padre y la mujer de este por aquel entonces, Makoke. 
El 16 de septiembre de 2016 contrajo matrimonio civil con Makoke después de 18 años juntos, hasta que en agosto de 2018 confirman su divorcio.
Después, entre los años 2018 y 2019, mantuvo una relación con la ciclista Cristina Pujol, y a partir de 2019 comienza una relación con Marta López Álamo, con la que se lleva 41 años de diferencia.

## Trayectoria

### Programas de televisión
| Año                  | Título                                              | Cadena             | Notas                              |
| -------------------- | --------------------------------------------------- | ------------------ | ---------------------------------- |
| 2002                 | Al descubierto                                      | Antena 3           | Colaborador                        |
| 2003-2004            | Salsa Rosa                                          | Telecinco          | Colaborador                        |
| 2002-2007            | A tu lado                                           | Telecinco          | Colaborador                        |
| 2003-2005            | Crónicas marcianas                                  | Telecinco          | Colaborador                        |
| 2004-2007            | TNT                                                 | Telecinco          | Colaborador                        |
| 2007-2012            | La Noria                                            | Telecinco          | Colaborador                        |
| 2010-2017; 2019-2023 | Sálvame                                             | Telecinco          | Colaborador                        |
| 2010-2017; 2019-2023 | Deluxe                                              | Telecinco          | Colaborador                        |
| 2010-2011            | Resistiré, ¿vale?                                   | Telecinco          | Colaborador                        |
| 2010-2011            | Mira quién mira                                     | Telecinco          | Colaborador                        |
| 2011                 | La Caja Deluxe                                      | Telecinco          | Colaborador                        |
| 2011-2014            | De buena ley                                        | Telecinco          | Colaborador                        |
| 2013                 | Las bodas de Sálvame                                | Telecinco          | Colaborador                        |
| 2013                 | Abre los ojos y mira                                | Telecinco          | Colaborador                        |
| 2014-2016            | Supervivientes: El Debate                           | Telecinco          | Colaborador                        |
| 2014                 | Tiki-Taka                                           | Energy             | Colaborador                        |
| 2014-2016            | Punto pelota                                        | Intereconomía      | Colaborador                        |
| 2015-2017            | Gran Hermano VIP: El Debate                         | Telecinco          | Colaborador                        |
| 2015-2023            | Sálvame Fashion Week                                | Telecinco          | Colaborador                        |
| 2016                 | Gran Hermano VIP 4                                  | Telecinco          | Invitado VIP                       |
| 2016-2017            | Las Campos: El Debate                               | Telecinco          | Colaborador                        |
| 2017                 | Gran Hermano VIP 5                                  | Telecinco          | Entrenador                         |
| 2017                 | Viva la vida                                        | Telecinco          | Invitado                           |
| 2018                 | Sálvame                                             | Telecinco          | Invitado                           |
| 2018                 | Deluxe                                              | Telecinco          | Invitado                           |
| 2018                 | Mujeres y hombres y viceversa                       | Telecinco          | Colaborador                        |
| 2018                 | Volverte a ver                                      | Telecinco          | Invitado                           |
| 2018-2019            | Sálvame                                             | Telecinco          | Presidente del club del espectador |
| 2019-2022            | Viva la vida                                        | Telecinco          | Colaborador                        |
| 2020                 | Supervivientes: Especial Avilés                     | Telecinco          | Colaborador                        |
| 2020                 | Cantora: La herencia envenenada                     | Telecinco          | Colaborador                        |
| 2020                 | La última cena: Especial de Nochebuena y Nochevieja | Telecinco          | Colaborador                        |
| 2020                 | Animales nocturnos                                  | Telecinco          | Colaborador                        |
| 2020-2023            | El debate de las tentaciones                        | Telecinco / Cuatro | Colaborador                        |
| 2021                 | Ahora Olga                                          | Telecinco          | Colaborador                        |
| 2021                 | El desmarque                                        | Cuatro             | Colaborador                        |
| 2021                 | Viva el verano                                      | Telecinco          | Colaborador                        |
| 2022                 | En el nombre de Rocío                               | Telecinco          | Colaborador                        |
| 2022                 | Déjate querer                                       | Telecinco          | Invitado                           |
| 2022                 | ¿Quién es mi padre?                                 | Telecinco          | Colaborador                        |
| 2022                 | Fiesta                                              | Telecinco          | Invitado                           |
| 2023-2023            | Supervivientes: Conexión Honduras                   | Telecinco          | Colaborador                        |
| 2023-2024            | Sálvese quien pueda                                 | Netflix            | Participante                       |
| 2024-2025            | Ni que fuéramos Shhh                                | Canal Quickie Ten  | Colaborador                        |
| 2025                 | La familia de la tele                               | La 1               | Colaborador                        |
| 2025                 | Tentáculos                                          | Canal Quickie Ten  | Invitado                           |
| 2025                 | No somos nadie                                      | Canal Quickie Ten  | Colaborador                        |

#### Como concursante
| Año  | Título              | Cadena        | Notas                       |
| ---- | ------------------- | ------------- | --------------------------- |
| 2005 | Gran Hermano VIP 2  | Telecinco     | Concursante - Abandono      |
| 2020 | La última cena      | Telecinco     | Concursante - 4.º lugar     |
| 2022 | Supervivientes 2022 | Telecinco     | Concursante - 9.º expulsado |
| 2024 | Pride Fashhhion     | Canal Quickie | Concursante - 3.er lugar    |

### Series de televisión
| Año  | Título    | Personaje      | Cadena    | Notas      |
| ---- | --------- | -------------- | --------- | ---------- |
| 2013 | Esposados | Kiko Matamoros | Telecinco | 1 episodio |

### Cine
| Año  | Título                    | Personaje | Director        | Notas            |
| ---- | ------------------------- | --------- | --------------- | ---------------- |
| 2011 | Torrente 4: Lethal Crisis | Otxoa     | Santiago Segura | Papel secundario |